# Canton d'Étrépagny
Le canton d'Étrépagny est une ancienne division administrative française située dans le département de l'Eure et la région Haute-Normandie.

## Géographie
Ce canton était organisé autour d'Étrépagny dans l'arrondissement des Andelys. Son altitude variait de 64 m (Chauvincourt-Provemont) à 177 m (Puchay) pour une altitude moyenne de 122 m.

## Histoire

### Conseillers d'arrondissement (de 1833 à 1940)
| Période                                  | Période      | Identité                                       | Étiquette                | Qualité |
| ---------------------------------------- | ------------ | ---------------------------------------------- | ------------------------ | --- |
| 1833                                     | 1848 (décès) | François Foubert (1771-1848)                   |                          | Propriétaire, maire d'Étrépagny                                                                             |
|                                          |              |                                                |                          | |
| 1852                                     | 1861         | M. Marre du Thil                               |                          | |
| 1861                                     | 1864         | Charles Truelle-Saint-Évron                    |                          | Directeur de compagnie d'assurances, propriétaire à Paris                                                   |
| 1864                                     | 1877         | M. Marie Louise Octavie Raffy                  |                          | Clerc de notaire, greffier de justice de paix, banquier, maire d'Étrépagny                                  |
| 1877                                     |              | Auguste Hébert                                 | Monarchiste              | Cultivateur à Villers-en-Vexin                                                                              |
|                                          |              |                                                |                          | |
| 1901                                     | 1925         | Comte Henri Le Couteulx de Caumont (1854-1932) | Républicain progressiste | Officier puis directeurs des haras, propriétaire du château Saint-Martin à Étrépagny                        |
| 1925                                     | 1928         | Georges Delamare (1880-1968)                   | Rad.                     | Agriculteur, entrepreneur à Étrépagny                                                                       |
| 1928                                     | 1937         | Louis Éléonor Drouet                           | Radical                  | Maire d'Étrépagny, conseiller général                                                                       |
| 1937                                     | 1940         | Georges Henri Coulibeuf                        | Rad.                     | Instituteur retraité, La Neuve-Grange                                                                       |
| 1940                                     |              |                                                |                          | Les conseils d'arrondissement ont été suspendus par la loi du 12 octobre 1940 et n'ont jamais été réactivés |
| Les données manquantes sont à compléter. |              |                                                |                          | |

### Conseillers généraux de 1833 à 2015
| Période                                  | Période          | Identité                                        | Étiquette          | Qualité |
| ---------------------------------------- | ---------------- | ----------------------------------------------- | ------------------ | --- |
| 1833                                     | 1852 (démission) | Antoine Lefebvre de Vatimesnil                  | Monarchiste        | Ancien ministre Député de Corse (1828), député du Nord (1830-1834), député de l'Eure (1849-1851) Avocat, magistrat, propriétaire à Sainte-Marie-de-Vatimesnil Démissionne pour refus de prêter serment à l'Empereur Napoléon III |
| 1852                                     | 1864 (décès)     | Vicomte puis Comte Napoléon César Xavier Estève |                    | Propriétaire à Heudicourt (fils de Martin-Roch-Xavier Estève |
| 1864                                     | 1904             | Comte Jean-Emmanuel Le Couteulx de Canteleu     | Conservateur       | Propriétaire Maire d'Étrépagny |
| 1904                                     | 1928             | Louis Eléonor Drouet                            | Rad.               | Maire d'Étrépagny |
| 1928                                     | 1940             | Georges Delamare (1880-1968)                    | Rad.               | Agriculteur, entrepreneur à Étrépagny, conseiller d'arrondissement Suppléant du juge de paix |
|                                          |                  |                                                 |                    | |
| 1945                                     | 1964 (démission) | Georges Delamare                                | Rad. Républicain   | Agriculteur, entrepreneur à Étrépagny |
| 1964                                     | 1998             | Michel Quillet                                  | Rad. puis UDF-Rad. | Exploitant agricole Maire de Gamaches-en-Vexin |
| 1998                                     | 2015             | Pierre Beaufils                                 | DVD puis UMP       | Agent d'assurances, maire d'Étrépagny (1983-2020) |
| Les données manquantes sont à compléter. |                  |                                                 |                    | |

## Composition
Le canton d'Étrépagny regroupait vingt communes et comptait 10 559 habitants (recensement de 2007 population municipale).
| Communes                   | Population (2012) | Code postal | Code Insee |
| -------------------------- | ----------------- | ----------- | ---------- |
| Chauvincourt-Provemont     | 329               | 27150       | 27153      |
| Coudray                    | 225               | 27150       | 27176      |
| Doudeauville-en-Vexin      | 297               | 27150       | 27204      |
| Étrépagny                  | 3 760             | 27150       | 27226      |
| Farceaux                   | 284               | 27150       | 27232      |
| Gamaches-en-Vexin          | 318               | 27150       | 27276      |
| Hacqueville                | 460               | 27150       | 27310      |
| Heudicourt                 | 609               | 27860       | 27333      |
| Longchamps                 | 554               | 27150       | 27372      |
| Morgny                     | 528               | 27150       | 27417      |
| Mouflaines                 | 147               | 27420       | 27420      |
| La Neuve-Grange            | 299               | 27150       | 27430      |
| Nojeon-en-Vexin            | 319               | 27150       | 27437      |
| Puchay                     | 541               | 27150       | 27480      |
| Richeville                 | 280               | 27420       | 27490      |
| Sainte-Marie-de-Vatimesnil | 246               | 27150       | 27567      |
| Saussay-la-Campagne        | 426               | 27150       | 27617      |
| Le Thil                    | 394               | 27150       | 27632      |
| Les Thilliers-en-Vexin     | 467               | 27420       | 27633      |
| Villers-en-Vexin           | 276               | 27420       | 27690      |

## Démographie
| 1962  | 1968  | 1975  | 1982  | 1990  | 1999  | 2006   | 2011   | 2012   |
| ----- | ----- | ----- | ----- | ----- | ----- | ------ | ------ | ------ |
| 8 354 | 8 027 | 7 980 | 8 133 | 9 077 | 9 669 | 10 432 | 11 219 | 11 345 |